# Рабочая точка
Рабочая точка в кибернетике и теории управления (или Заданное значение) представляет собой целевое значение переменной или процесса в системе (то есть регулируемой величины). Отклонение величины переменной от заданного является основанием для регулировки при помощи отрицательной обратной связи в системах автоматического управления. Рабочая точка определяется как значение выходного сигнала, при котором сигнал рассогласования (отклонение регулируемой величины) равен нулю.
В англоязычной литературе используется термин Setpoint, или SP.